# 河头站
河头站是一座位于广东省清远市英德市望埠镇的火车站。该站位于京广铁路上，北距冬瓜铺站11.5公里，南距英德站12.8公里，是京广铁路（原粤汉铁路广韶段）初期开通的车站。现仅办理货运业务，不办理客运业务。
河头站南侧（今378县道位置）曾筑有通往龙尾山的窄轨铁路，现已全线拆除。

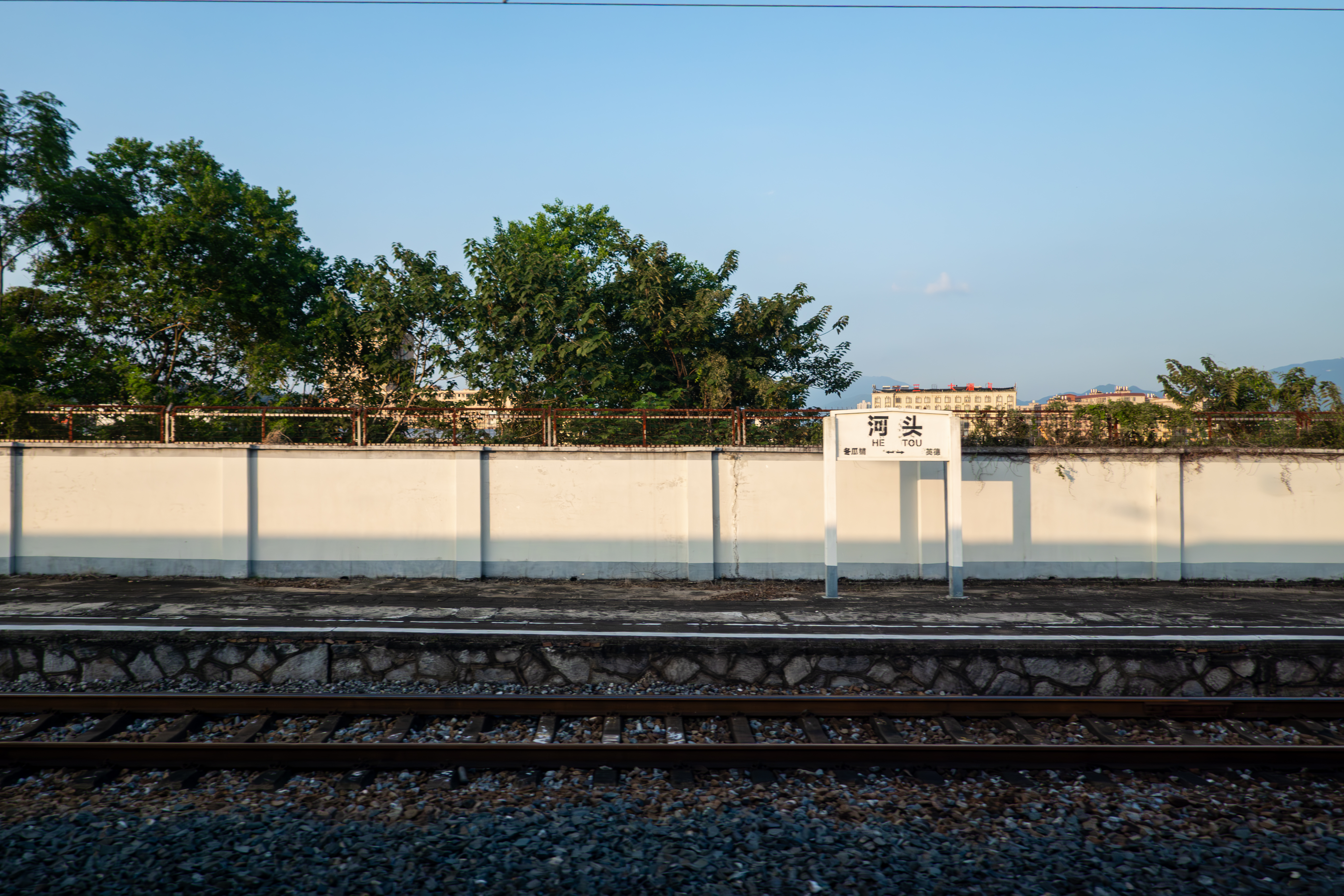
河头站站牌